# ケイト・ロータス
ケイト・ロータス（1998年3月16日 - ）は、日本の女性総合格闘家。兵庫県尼崎市出身。フリー。

## 経歴
5歳から空手の型を始め、全国大会でベスト8の成績を上げる。12歳から柔道を2年間経験し、22歳でフィジークやジム通いの流れから総合格闘技を始めた。

### DEEP JEWELS
2020年12月19日にDEEP JEWELSが開催した「DEEP JEWELS 31」で総合格闘家としてプロデビュー。HOOST CUPスーパーライト級王者の熊谷麻理奈と対戦し、1Rに腕ひしぎ十字固めで一本勝ち。
2021年3月7日、DEEP JEWELS 32でHIMEと対戦し、判定負け。
2021年9月4日、DEEP JEWELS 34でミッコ・ニルバーナと対戦し、0-3の判定負け。
2021年12月11日、DEEP JEWELS 35で栗山葵と対戦し、3-0の判定勝ち。
2022年5月8日、DEEP JEWELS 37で長野美香と対戦し、一本負け。
2022年7月10日、DEEP 108 IMPACTでARAMIと対戦し、判定負け。
2022年9月11日、DEEP JEWELS 38で竹林愛留と対戦し、判定2-1で勝利。
2023年2月18日、DEEP JEWELS 40で青野ひかると対戦し、0-3の判定負け。
2023年5月28日、DEEP JEWELS 40で彩綺と対戦し、判定3-0で勝利。
2023年9月10日、DEEP JEWELS 42で須田萌里と対戦し、0-3の判定負け。
2024年3月24日、DEEP JEWELS 44で前年9月に青野ひかるに勝利した桐生祐子と対戦し、左フックでダウンを奪い、パンチの連打で1R TKO勝ち。

### RIZIN出場以降
2024年6月9日に開催されたRIZIN.47でRIZIN出場およびRENAとの対戦が発表され、7月28日に開催された超RIZIN.3でRIZINデビュー。パンチを効かせる場面を作るも、2R4分18秒スタンドパンチ連打でキャリア初のTKO負け。 同年8月に能登半島地震の復興支援も兼ねたRIZIN公式オークションにて、RENA戦で使用したサイン入りRIZINオープンフィンガーグローブを出品し、122万円で落札された。
2024年11月4日、DEEP 122 IMPACTで月井隼南と対戦し、2R4分1秒リアネイキッドチョークで一本勝ち。
2025年5月31日、RIZIN WORLD SERIES in KOREAでシン・ユリと対戦し、3-0の判定勝ち。

## 人物
リングネームの『ロータス』は、蓮の花が好きであることから名付け、左肩には蓮の花のタトゥーを彫っている。『ケイト』は本名から。
Twitter（X）のアカウントを作らない理由は、『治安が悪いから』。「Xは私には合わないです。それに下品なのが嫌いなので。（Xに時々いるような）品の無い人とか、下品な言葉を使う人はキライなんです」と語っている。また自分を攻撃してくるような人を相手にしたくないという理由もあるとしている。そのためInstagramのダイレクトメールはあまり見ておらず、Tiktokもコメント欄をオフにして他人を気にしないようにしている。
自分を知ってほしいという欲がなく、インタビュー取材も苦手としている。容姿で人気が出たことを快く思っておらず、「顔売りも自分語りもしない男臭い感じが好き」とのこと。練習以外は自宅にいたいインドア系。
2025年6月現在、ジム「K-Clann」の代表である横田一則がコーチを務めており、同ジムで練習しているBreakingDown出場選手の細川一颯とも親交がある。2025年2月に細川との交際疑惑が浮上した際には「彼氏じゃありません。マネージャーです」と話し、細川も「言っておきますけど、付き合ってないですからね」などと話した。
人物紹介動画
- RIZIN公式YouTube、榊原信行CEOの生放送トーク番組 ゲスト：ケイト・ロータス（2024）[映像 1]

## 戦績
| 総合格闘技 戦績 | 総合格闘技 戦績 | 総合格闘技 戦績 | 総合格闘技 戦績 | 総合格闘技 戦績 | 総合格闘技 戦績 | 総合格闘技 戦績 |
| --------------- | --------------- | --------------- | --------------- | --------------- | --------------- | --------------- |
| 14 試合         | (T)KO           | 一本            | 判定            | その他          | 引き分け        | 無効試合        |
| 7 勝            | 1               | 2               | 4               | 0               | 0               | 0               |
| 7 敗            | 1               | 1               | 5               | 0               | 0               | 0               |

| 勝敗 | 対戦相手           | 試合結果                          | 大会名                      | 開催年月日     |
|      | 富松恵美           | 試合前                            | DEEP JEWELS 50              | 2025年9月7日   |
| ○    | シン・ユリ         | 5分3R終了 判定3-0                 | RIZIN WORLD SERIES in KOREA | 2025年5月31日  |
| ○    | 月井隼南           | 2R 4:01 リアネイキッドチョーク    | DEEP 122 IMPACT             | 2024年11月4日  |
| ×    | RENA               | 2R 4:18 TKO（スタンドパンチ連打） | 超RIZIN.3                   | 2024年7月28日  |
| ○    | 桐生祐子           | 1R 1:28 TKO（パンチ）             | DEEP JEWELS 44              | 2024年3月24日  |
| ×    | 須田萌里           | 5分2R終了 判定0-3                 | DEEP JEWELS 42              | 2023年9月10日  |
| ○    | 彩綺               | 5分2R終了 判定3-0                 | DEEP JEWELS 41              | 2023年5月28日  |
| ×    | 青野ひかる         | 5分2R終了 判定0-3                 | DEEP JEWELS 40              | 2023年2月18日  |
| ○    | 竹林愛留           | 5分2R終了 判定2-1                 | DEEP JEWELS 38              | 2022年9月11日  |
| ×    | ARAMI              | 5分2R終了 判定0-3                 | DEEP 108 IMPACT             | 2022年7月10日  |
| ×    | 長野美香           | 2R 0:57 フロントチョーク          | DEEP JEWELS 37              | 2022年5月8日   |
| ○    | 栗山葵             | 5分2R終了 判定3-0                 | DEEP JEWELS 35              | 2021年12月11日 |
| ×    | ミッコ・ニルバーナ | 5分2R終了 判定0-3                 | DEEP JEWELS 34              | 2021年9月4日   |
| ×    | HIME               | 5分2R終了 判定0-3                 | DEEP JEWELS 32              | 2021年3月7日   |
| ○    | 熊谷麻理奈         | 1R 4:33 腕ひしぎ十字固め          | DEEP JEWELS 31              | 2020年12月19日 |

### エキシビション
| 勝敗 | 対戦相手 | 試合結果           | 大会名                   | 開催年月日     |
| △    | にっせー | 5分1R終了 判定なし | DEEP OKINAWA IMPACT 2022 | 2022年10月30日 |

### 試合映像
1. ↑  『桐生 祐子 vs ケイト・ロータス』DEEP オフィシャルチャンネル、2024年。
2. ↑  『ケイト・ロータス VS 月井 隼南 【DEEP 122 IMPACT】』DEEP公式チャンネル、2024年。

### 補足映像
1. ↑  『【番組】RIZIN CONFESSIONS #158（※番組内で試合映像＆ケイト・ロータスとRENAによる試合振り返りドキュメンタリー番組）』RIZIN公式YouTubeチャンネル、2024年。

### 映像資料
1. ↑  『榊󠄀原社長に呼び出されました 2024 → ゲスト：ケイト・ロータス』RIZIN オフィシャルサイト、2024年。